# Jam/Tactics
"Jam/Tactics" é o nono single da banda de rock japonesa The Yellow Monkey, lançado em 29 de fevereiro de 1996. É seu primeiro single de lado A duplo, com ambas as canções escritas pelo vocalista Kazuya Yoshii. "Tactics" foi incluída anteriormente em seu sexto álbum, Four Seasons de novembro de 1995, contudo "Jam" nunca foi incluído em um álbum de estúdio.
É o segundo single mais vendido da banda, alcançando a sexta posição na Oricon Singles Chart e foi o 39º single mais vendido do ano. "Jam" foi música tema de encerramento do programa de TV Pop Jam, enquanto "Tactics" foi usada como tema de encerramento da série de anime Samurai X.

## Visão geral e composição
De acordo com o diretor da Nippon Columbia na época, Hiroyuki Munekiyo, com "Jam" Kazuya Yoshii almejava escrever "All the Young Dudes (canção de David Bowie) do Japão". A canção também lembra "Omae ga Paradise", de Kenji Sawada, de 1980. A produção de "Jam" ocorreu em setembro e outubro de 1995. As letras são baseadas em eventos reais, com uma linha muito comentada sobre um acidente de avião. Quando Yoshii estava escrevendo sobre o "absurdo do mundo", ele ligou a televisão enquanto o noticiário estava cobrindo um acidente de avião e ficou surpreso ao ver como o repórter estava sorridente ao reportar que não havia nenhum japonês no avião.

Um avião cai no exterior. O apresentador diz com prazer:
'Nenhum japonês a bordo. Nenhum japonês. Nenhum japonês.' 
O que devo pensar? O que devo dizer? 
Em noites como esta, quero tanto ver você, tanto, tanto. 
Quero tanto ver você.
Eu anseio pelo amanhã.— Letra de "Jam", traduzida do japonês.
No entanto, ele observa que a música é sobre muitas coisas diferentes. Embora a atenção seja freqüentemente dada à linha de acidente de avião, Yoshii observou que a linha "Kon'na yoru wa, aitakute, aitakute, aitakute (こんな夜は 逢いたくて 逢いたくて 逢いたくて, Em noites como esta, quero tanto ver você, tanto, tanto)" é mais importante e foi direcionada a sua filha. Após o grande terremoto de Hanshin e ataque com gás sarin ao Metrô de Tóquio, Yoshii contou que estava preocupado com ela, pois não podia passar muito tempo em casa.
"Tactics" apareceu pela primeira vez no sexto álbum de estúdio da banda, Four Seasons, lançado em 1 de novembro de 1995. O vocalista disse que já pretendia tornar esta música um single há algum tempo. A versão single é levemente diferente da versão presente no álbum. Ela foi escolhida como tema de encerramento da série de anime Samurai X, de janeiro de 1996. Mitsuhisa Hida da SPE Visual Works afirmou que desejava usar especificamente músicas que pessoas que não são fãs de anime gostariam de comprar.

## Lançamento e promoção
Após o sucesso do single anterior "Taiyō ga Moete Iru" e seu álbum que alcançou o topo da Oricon, Four Seasons, a Nippon Columbia opôs-se quando Yoshii propôs "Jam" como o próximo single. Munekiyo explicou que com "Taiyō ga Moete Iru" sendo uma música cativante, mas ainda hard rock, foi estranho segui-la com uma balada séria. "Jam" foi tocada ao vivo pela primeira vez em 12 de janeiro de 1996 no Nippon Budokan, onde Yoshii explicou que seu lançamento como single ainda estava incerto. O chefe de promoção da banda, Shigeru Nakahara, acreditou firmemente na música e incitou com sucesso o escritório da banda a lançá-la como single.
Foi definido que o The Yellow Monkey iria apresentar "Jam" no programa de televisão Music Station em 8 de março de 1996, mas como teria que ser encurtada para caber no limite de tempo de quatro minutos, Yoshii ameaçou não aparecer. Novamente, foi Nakahara quem negociou com sucesso um limite incomum de cinco minutos para o show, com apenas a seção de outro sendo cortada da apresentação. O videoclipe de "Jam" foi dirigido pelo próprio Yoshii. 11 anos depois, Yoshii fez com que os mesmos atores, que eram crianças na época de "Jam", aparecessem no videoclipe de sua canção "Bacca", de 2007.
"Jam" foi a última canção que o The Yellow Monkey tocou quando se separou em 2004. Depois de se reunirem em 2016, eles apresentaram "Jam" no 67º NHK Kōhaku Uta Gassen no final do ano, marcando sua primeira aparição no evento. Eles regravaram "Jam" para seu álbum de regravações de 2017, The Yellow Monkey is Here. New Best.

## Recepção e influência
Yoshii disse que quando conversa com músicos mais jovens que foram influenciados pelo The Yellow Monkey, eles sempre citam "Jam" como seu melhor trabalho. Após a separação do The Yellow Monkey em 2004, a Oricon conduziu uma votação para a melhor música da banda. "Jam" foi a resposta número um e "Tactics" ficou em décimo sexto lugar. "Jam" também ganhou uma enquete conduzida por Natalie e RecoChoku, sobre a música favorita do The Yellow Monkey das pessoas. Em uma enquete de 2012 também conduzida por RecoChoku, sobre a melhor canção tema do anime Samurai X, "Tactics" ficou em quinto lugar.
Na cerimônia de formatura da Universidade de Estudos Estrangeiros de Tóquio em março de 2017, o presidente da universidade, Hirotaka Tateishi, observou o aumento do nacionalismo, especialmente na América, e disse: "[...] se quisermos ser verdadeiros cidadãos globais, precisamos pensar nas pessoas em outros países e mostrar respeito por suas culturas e tradições. No ano passado, a entrega do prêmio Nobel de Literatura a Bob Dylan foi um lembrete do poder da música e da poesia. Para mim, pessoalmente, fui mais afetado pela letra de uma música de um grupo de rock japonês chamado The Yellow Monkey." e leu o trecho citado acima da letra de "Jam". Ele observou como essas letras foram publicadas em um anúncio de página inteira no Asahi Shimbun em 31 de dezembro de 2016, que terminou dizendo: "Infelizmente, essas letras ainda se aplicam [ao Japão]." 
Em 2011, a banda Chemical Pictures fez um cover de "Jam" para o álbum CRUSH!2 -90's V-Rock best hit cover songs-.

## Desempenho comercial
Munekiyo esperava que o single chegasse no máximo a 30° posição nas paradas, enquanto o presidente da agência de gerenciamento da banda previa um desempenho comercial ainda pior. No entanto, "Jam/Tactics" alcançou a sexta posição na Oricon Singles Chart e permaneceu na parada por 21 semanas. Foi certificado disco de ouro pela RIAJ em março de 1996 e certificado platina em abril. Foi o 39º single mais vendido do ano, com 600.580 cópias vendidas. No total, vendeu mais de 800.000, tornando-se o segundo single mais vendido da banda, atrás apenas de "Burn", de 1997.

## Faixas
Todas as faixas escritas e compostas por Kazuya Yoshii. Todas as músicas arranjadas por The Yellow Monkey. 
| N.º            | Título              | Duração |  |
| 1.             | "Jam"               | 5:18    |  |
| 2.             | "Tactics"           | 4:28    |  |
| 3.             | "Jam (Karaoke)"     | 5:18    |  |
| 4.             | "Tactics (Karaoke)" | 4:28    |  |
| Duração total: | Duração total:      | 19:42   |  |

## Ficha técnica
The Yellow Monkey
- Kazuya "Lovin" Yoshii – vocais
- Hideaki "Emma" Kikuchi – guitarra
- Yoichi "Heesey" Hirose – baixo
- Eiji "Annie" Kikuchi – bateria